# Alfabeto rotokas
El alfabeto rotokas que se usa para escribir el idioma rotokas es un alfabeto derivado del latino que consiste en solo doce letras del alfabeto latino moderno básico: 
| Formas mayúsculas | Formas mayúsculas | Formas mayúsculas | Formas mayúsculas | Formas mayúsculas | Formas mayúsculas | Formas mayúsculas | Formas mayúsculas | Formas mayúsculas | Formas mayúsculas | Formas mayúsculas | Formas mayúsculas |
| ----------------- | ----------------- | ----------------- | ----------------- | ----------------- | ----------------- | ----------------- | ----------------- | ----------------- | ----------------- | ----------------- | ----------------- |
| A                 | E                 | G                 | I                 | K                 | O                 | P                 | R                 | S                 | T                 | U                 | V                 |
| Formas minúsculas |                   |                   |                   |                   |                   |                   |                   |                   |                   |                   |                   |
| a                 | e                 | g                 | i                 | k                 | o                 | p                 | r                 | s                 | t                 | u                 | v                 |

Es el alfabeto más pequeño en uso en la actualidad. La mayoría de la gente rotokas está alfabetizada en su lenguaje.

## Pronunciación
Las vocales tienen sus valores IPA, aunque a veces se escriben dobles, aa, ee, ii, oo, uu, en caso de las vocales largas. Las letras consonantes tienen los siguientes valores: 
- G: [ɡ] o [ɣ]
- K: [k]
- P: [p]
- R: [d], [ɾ] o [l]
- S: [tz] o [s] (aparece solo antes de i y en el nombre del idioma)
- T: [t] (nunca antes de i)
- V: [v] o [β]

## Breve ejemplo
Osireitorei avukava iava ururupavira toupasiveira.
"Los ojos de la anciana están cerrados."